# Квасник (профессия)

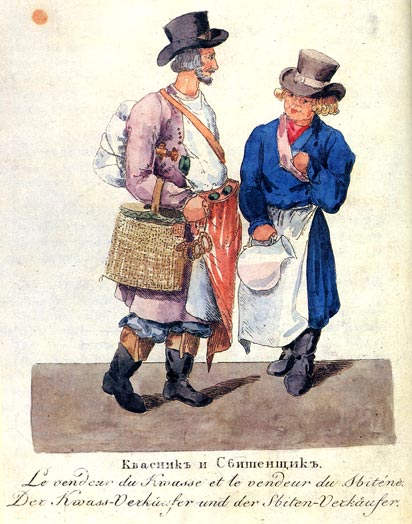
Сбитенщик и квасник. 1817

Квасни́к — историческое название профессии людей, занимающихся приготовлением и продажей кваса.

## История

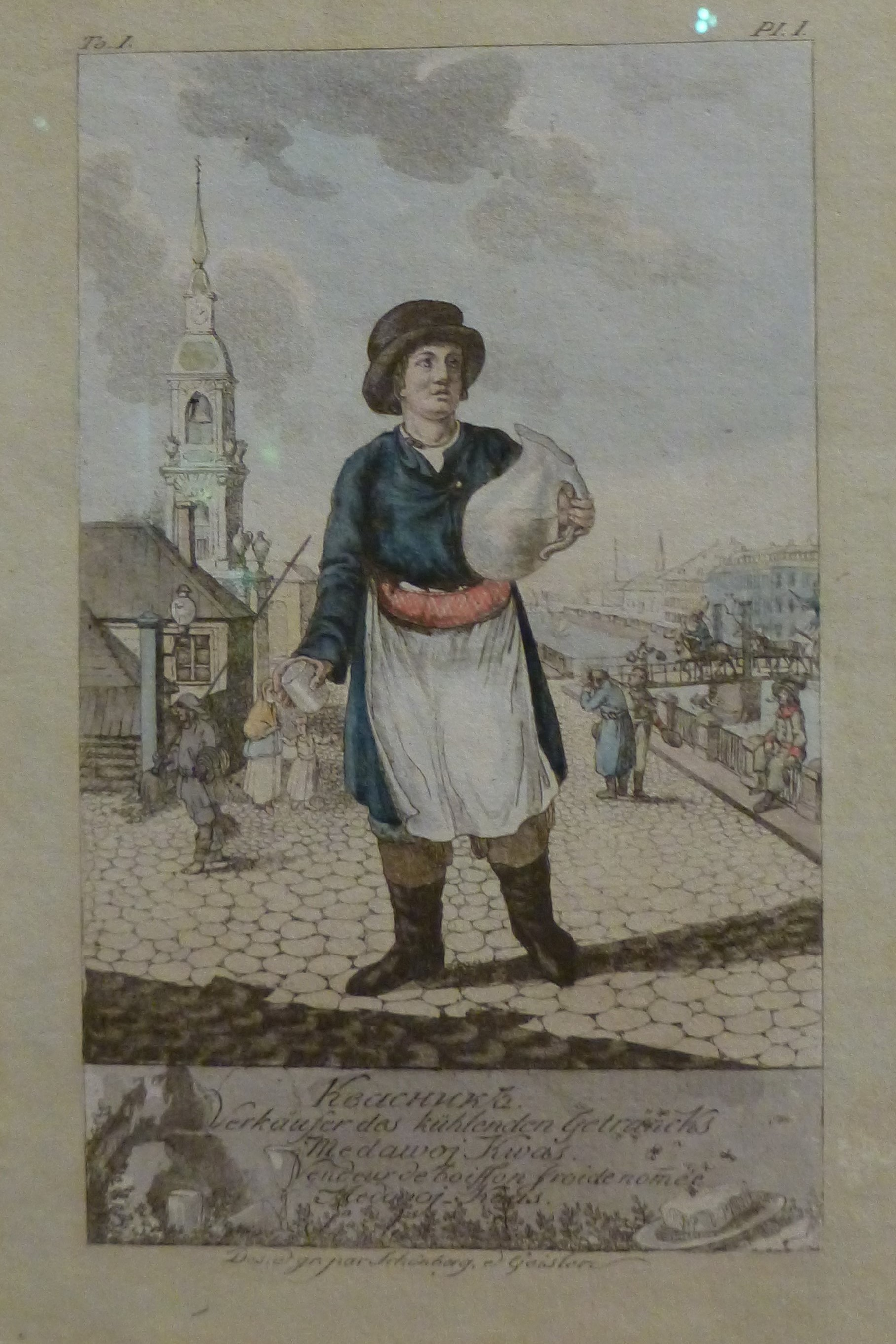
«Квасник носит в стеклянном сосуде сей напиток в одной руке, а в другой стакан, имея оных нисколько ещё в запасе завернутых в запан, которыя в случае многих питухов он употребляет».

В России квасники специализировались на определённых видах кваса (таких специалистов называли «квасник яблочный», «квасник земляничный»).
«Квасники» придумали массу разновидностей кваса: сладкий, кислый, мятный, с изюмом, с хреном, густой, квас-щи, суточный, душистый, белый, окрошечный, ароматный, с пшеном, с перцем…
Продажа кваса велась на ярмарках, в «квасных дворах» и «квасных рядах». Такие ряды до сих пор сохранились в Костроме и являются одной из достопримечательностей города. Продажу «квасники» осуществляли каждый в своём определённом районе, выход за пределы которого был чреват неприятностями. Наиболее строго это правило соблюдалось в Петербурге, где за сутки только бутылочного кваса продавалось около 2 млн бутылок.
Как вспоминал журналист и писатель Гиляровский, в дореволюционной Москве квасом торговали, зачерпывая его кружками из вёдер. Квасники строго охраняли друг от друга торговые места. В Москве больше всего торговцев квасом было летом в Охотном ряду.
Закат деятельности квасников начался уже в XVIII веке, когда им запретили торговать «пьяными» и «подсычёнными» (смешанными с алкогольными напитками) квасами, а в XIX веке с квасной торговлей стала успешно конкурировать чайная.
В настоящее время термин «квасники» применяется к торговцам квасом, но их деятельность претерпела некоторые изменения — так, вместо вёдер и кружек стали использоваться желтые цистерны, бочки и пластиковые стаканчики.

## Цитаты
А вот уже и пыльная, истоптанная трава выгона. Тут, на отлёте, на самом ходу, пристроился со своим столиком квасник. Толпа валит и валит мимо, многие на ходу пьют у него. И он потен, красен, с расстёгнутым воротом, с картузом на затылок, радостно замучен своим призывным кри-ком и бойкой торговлей. Не прекращая кричать, он то и дело с треском раскупоривает бутылки, озабоченно отсчитывает сдачу медяками, а сам бьёт сапогом двух красных петухов, сцепившихся под его столиком.Иван Бунин

## Известные квасники
- Прозвище «квасник» носил князь Михаил Алексеевич Голицын (1688—1775), в обязанности которого как придворного шута императрицы Анны Иоанновны входило подавать императрице квас[10].
- В период своих скитаний квасником некоторое время работал Горький[11].

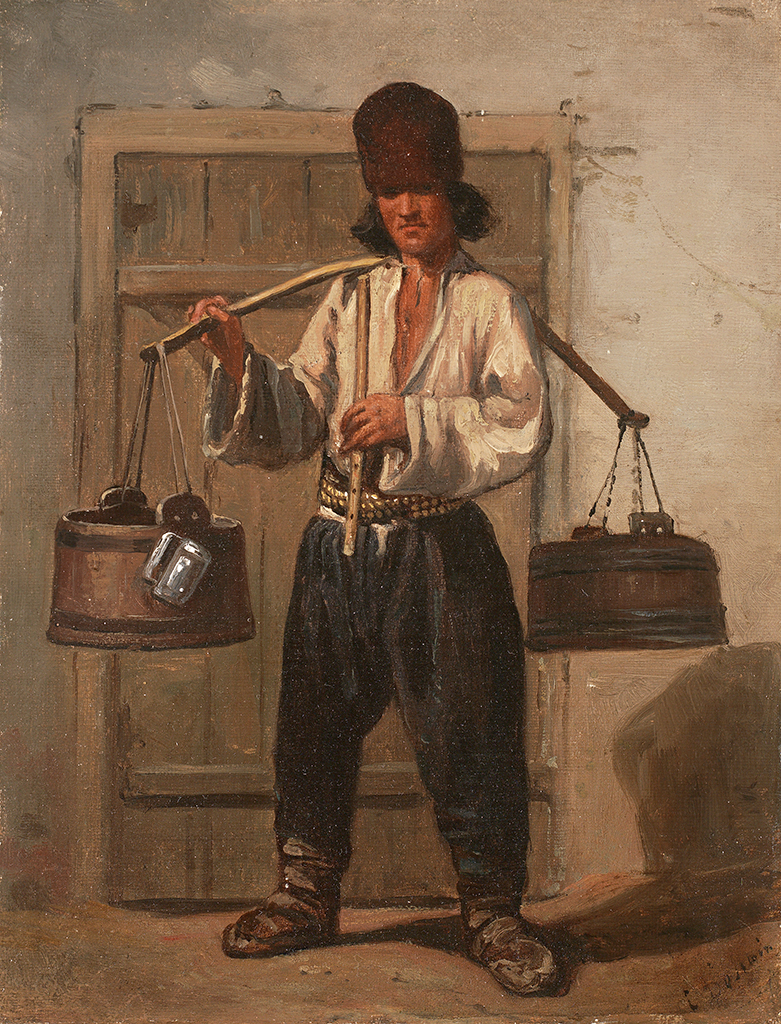
Эмиль Франсуа Дессен. Русский продавец кваса, к 1882 г.
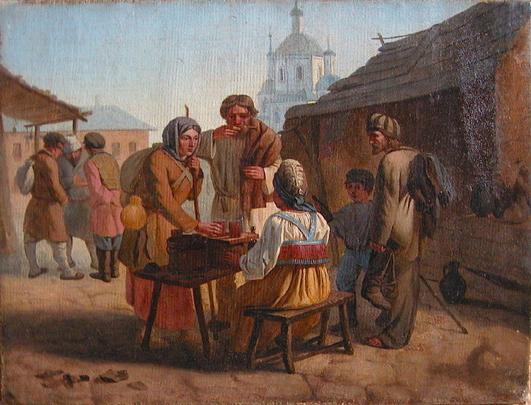
В. Е. Калистов. Продажа кваса, 1862 г.
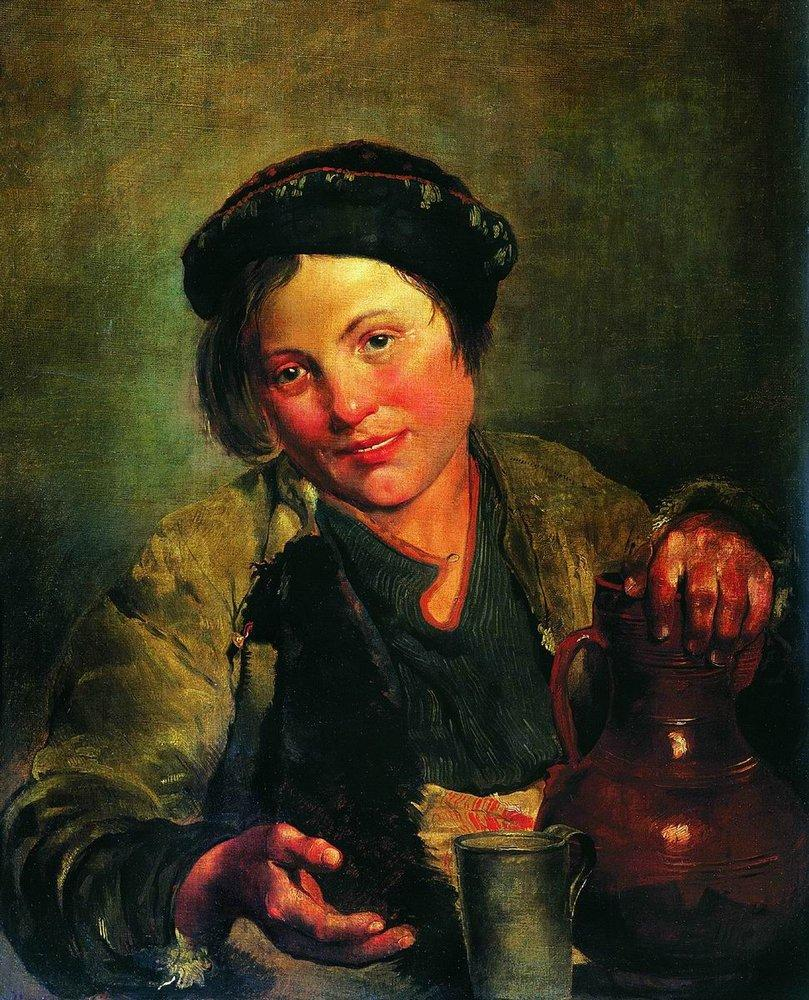
В. Е. Маковский. Квасник, 1861 г.
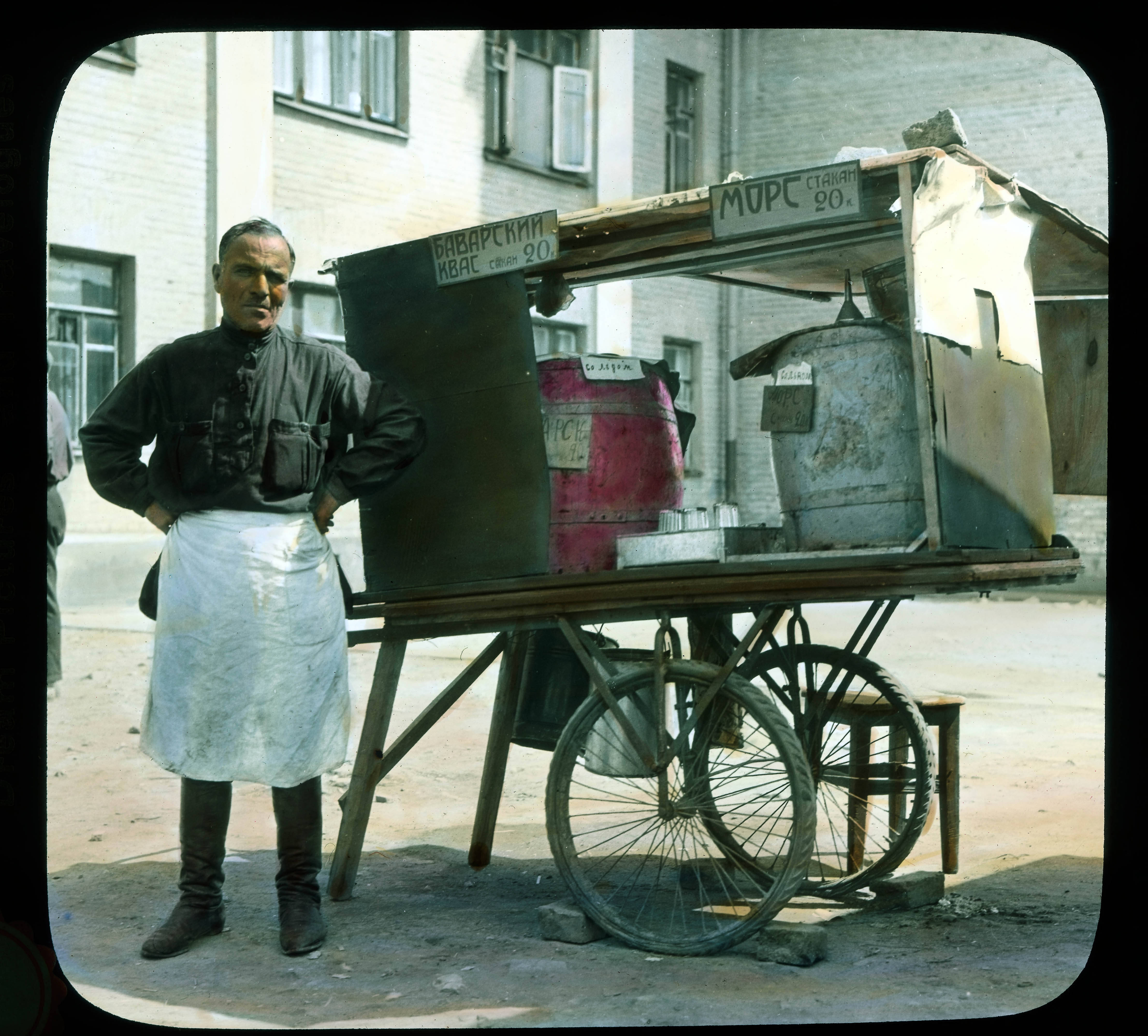
Москва. Продавец напитков, 1931 г.